# Mt. Juliet
Mount Juliet è una città statunitense dello stato del Tennessee, appartenente alla Contea di Wilson.

## Storia
La comunità si è formata nel 1835, ma venne riconosciuta come città solo nel 1972. Le origini del nome non sono chiare: una versione vuole che il nome derivi da Julia Gleaves, una donna nota per la sua dedizione ai poveri, ma l'origine più probabile è che la città abbia preso il nome da un castello nella contea di Kilkenny in Irlanda. Oggi è l'unico comune degli Stati Uniti con questo nome.